# Miguel Arias Cañete
Miguel Arias Cañete (Madrid, 24 de febrero de 1950) es un  político español y  jurista (abogado del Estado), miembro del Partido Popular. Fue comisario europeo de Energía y Acción por el Cambio Climático entre 2014 y 2019. 
Ocupó el cargo de ministro de Agricultura entre los años 2000 y 2004 y fue nombrado de nuevo ministro de Agricultura, Alimentación y Medio Ambiente en el primer gobierno de Mariano Rajoy el 22 de diciembre de 2011. El 9 de abril de 2014 fue elegido por su partido para encabezar la lista electoral al Parlamento europeo y cesó de su cargo como ministro el 28 de abril de ese mismo año. En 2019 anunció su retirada de la política.

## Biografía
Nacido en Madrid en 1950, es el mayor de los hijos de Alfonso Arias de La Cuesta y de Herminia Cañete Tudela. Estudió en los jesuitas de Chamartín. En 1971 se licenció en derecho por la Universidad Complutense de Madrid (UCM) y en 1974 aprobó las oposiciones de Abogacía del Estado. Trabajó hasta 1982 en la Administración Pública en las delegaciones de Hacienda de Jerez de la Frontera y Cádiz. En 1976 se dio de alta para compatibilizar el ejercicio privado de la abogacía y también trabajó esos años como profesor en la Facultad de Derecho de Jerez de la Frontera. Comenzó su actividad política en 1982, de la mano de Alianza Popular, cuando fue elegido miembro del parlamento de Andalucía y senador.
Casado con Micaela Domecq y Solís-Beaumont, novena hija de Juan Pedro Domecq Díez y de Matilde de Solís-Beaumont y Atienza (hija de los marqueses de Valencina), con la que tiene tres hijos. Ha sido, por tanto, cuñado del ganadero Juan Pedro Domecq. Este hermano de su esposa, hasta su fallecimiento en 2011, estaba casado con la condesa del Asalto, María Teresa Morenés y Urquijo, que es prima del que fuera ministro de Defensa del gobierno de Mariano Rajoy, Pedro Morenés.

## Carrera política
Miembro de Alianza Popular, fue parlamentario autonómico andaluz entre 1982 y 1986. Fue senador en las legislaturas V y VII por la circunscripción de Cádiz. Miembro del Parlamento Europeo entre 1986 y 1999, periodo durante el cual fue presidente de las comisiones de Agricultura y de Política Regional. En las elecciones locales de 1995, fue elegido concejal de Jerez de la Frontera, permaneciendo en el Ayuntamiento hasta 2000. En dicho año fue nombrado ministro de Agricultura y Pesca por José María Aznar, permaneciendo en el cargo hasta su cese tras las elecciones generales de 2004, siendo elegido diputado por Cádiz. También en 2004 fue nombrado además secretario de economía del PP.
Fue diputado por Madrid en el congreso de los Diputados dentro del Grupo popular, presidiendo la comisión parlamentaria mixta para la Unión Europea (UE). En el XVI Congreso Nacional del PP acaecido en Valencia fue elegido presidente del comité electoral nacional del partido. En las elecciones generales de 2011 fue de nuevo elegido diputado por Madrid.

## Ministro de Agricultura, Alimentación y Medio Ambiente
El 22 de diciembre de 2011 Mariano Rajoy lo nombró ministro de Agricultura, Alimentación y Medio Ambiente del gobierno de España.
A las dos semanas de tomar posesión del cargo anunció que iba a proponer una reforma "muy profunda" de la Ley de Costas, una ley que el anterior gobierno del Partido Popular de José María Aznar aplicó mientras estuvo en el poder (y del que Miguel Arias Cañete formó parte), para autorizar nuevos usos en la primera línea de la costa y así "poner en valor" el litoral, además de prorrogar las concesiones ya existentes.
Entre sus principales actuaciones estos dos años destaca la aplicación en España de la Política Agrícola Común (PAC). Arias Cañete ha destacado los 47.000 millones de euros conseguidos por España para el periodo 2014-2020 y ha subrayado que el modelo de aplicación de la PAC permitirá a todos los sectores agrarios y ganaderos seguir siendo competitivos.
Además, Arias Cañete impulsó el proyecto de mejora de la cadena alimentaria y la norma de calidad de los productos ibéricos, que es una apuesta por la calidad, la transparencia y la información a los consumidores.
También tramitó el acuerdo pesquero UE-Marruecos, que permitió que la flota española volviese a faenar en esas aguas. En materia de Medio Ambiente, destaca su reforma de la Ley de Costas, una norma que, según el ministro, resuelve la "mayor parte" de los problemas pendientes que tenía España en la materia.

## Otros cargos políticos
- Diputado por Cádiz en el Parlamento de Andalucía. (1982-1986)
- Senador por Cádiz. (1982-1986)
- Diputado en el Parlamento Europeo. (1986-1999)
- Concejal en el Ayuntamiento de Jerez de la Frontera. (1995-2000)
- Senador por Cádiz. (2000-2004)
- Diputado por Cádiz en el Congreso de los Diputados. (2004-2008)
- Secretario de Economía del Partido Popular. (2004-2008)
- Presidente del Comité electoral del Partido Popular. (2004-2008)
- Diputado por Madrid en el Congreso de los Diputados. (2008-2014)
- Diputado en el Parlamento Europeo. (Desde 2014)

## Controversias
En 2014, tras la propuesta de nombrarle Comisario europeo de Energía y Clima, surgieron voces preocupadas por los posibles conflictos de interés de Miguel Arias y Cañete por su participación en empresas petroleras.
En 2016 se publicó que, mientras era ministro, su esposa, Micaela Domecq, se acogió a la amnistía fiscal aprobada por el gobierno para regularizar la actividad de una empresa offshore registrada en un paraíso fiscal a través del despacho de abogados Mossack Fonseca. Arias Cañete había participado en la reunión del Consejo de Ministros que aprobó dicha amnistía fiscal a pesar de la obligación de inhibirse por tener intereses familiares. Su esposa apareció en los papeles de Panamá como apoderada de una empresa en el paraíso fiscal.

## Distinciones y condecoraciones

### Españolas
- Gran Cruz de la Orden de Carlos III (19 de abril de 2004).[23]
- Gran Cruz de la Orden del Mérito Civil (16 de diciembre de 2011).[24]

### Extranjeras
- Caballero de la Orden del Mérito Agrícola (Francia).
- Caballero de la Orden de Malta (SMOM).